# Доњи Мушић
Доњи Мушић је насеље у Србији у општини Мионица у Колубарском округу. Према попису из 2022. било је 128 становника.

## Историја
Први помен села је забележен у турском попису (тефтеру) за хиџретску 934. годину, тј. 1527/1528. годину по садашњем рачунању времена.

Транскрибован на модерни турски, са османске арабице, унос са 235. странице тефтера TD 144 је гласио овако:
Dolna-Muşik karye, Valyeva nahiye - Село Долњи Мушић, Нахија Ваљево
Иако у уносу стоји ''Долња'', контекстом имена ''Мушић'' се разуме да у роду треба да буде ''Долњи'', тј. ''Доњи'' по данашњем говору. Сва места у овом тефтеру са префиском ''Доњи'' су именована са ''Dolna'', независно од стварног граматичког рода места. Тако је и са оближњим Доњим Лајковцем.

## Демографија
У насељу Доњи Мушић живи 206 пунолетних становника, а просечна старост становништва износи 45,2 година (46,0 код мушкараца и 44,4 код жена). У насељу има 81 домаћинство, а просечан број чланова по домаћинству је 3,00.
Ово насеље је великим делом насељено Србима (према попису из 2002. године), а у последња три пописа, примећен је пад у броју становника.
|  |

| Демографија | Демографија | Демографија |
| Година      | Становника  | Становника  |
| ----------- | ----------- | ----------- |
| 1948.       | 456         |             |
| 1953.       | 458         |             |
| 1961.       | 411         |             |
| 1971.       | 373         |             |
| 1981.       | 307         |             |
| 1991.       | 259         | 256         |
| 2002.       | 243         | 254         |

| Етнички састав према попису из 2002.‍ | Етнички састав према попису из 2002.‍ | Етнички састав према попису из 2002.‍ | Етнички састав према попису из 2002.‍ | Етнички састав према попису из 2002.‍ |
| ------------------------------------ | ------------------------------------ | ------------------------------------ | ------------------------------------ | ------------------------------------ |
|                                      |                                      |                                      |                                      |                                      |
| Срби                                 | Срби                                 |                                      | 237                                  | 97,53%                               |
| Роми                                 | Роми                                 |                                      | 2                                    | 0,82%                                |
| непознато                            | непознато                            |                                      | 4                                    | 1,64%                                |

| Година пописа     | 1948. | 1953. | 1961. | 1971. | 1981. | 1991. | 2002. |
| ----------------- | ----- | ----- | ----- | ----- | ----- | ----- | ----- |
| Број домаћинстава | 77    | 81    | 83    | 92    | 86    | 75    | 81    |

| Број чланова      | 1  | 2  | 3 | 4  | 5  | 6 | 7 | 8 | 9 | 10 и више | Просек |
| ----------------- | -- | -- | - | -- | -- | - | - | - | - | --------- | ------ |
| Број домаћинстава | 21 | 22 | 8 | 10 | 10 | 7 | 2 | 1 | 0 | 0         | 3,00   |

| Пол    | Укупно | Неожењен/Неудата | Ожењен/Удата | Удовац/Удовица | Разведен/Разведена | Непознато |
| ------ | ------ | ---------------- | ------------ | -------------- | ------------------ | --------- |
| Мушки  | 110    | 30               | 65           | 12             | 2                  | 1         |
| Женски | 102    | 13               | 64           | 24             | 1                  | 0         |
| УКУПНО | 212    | 43               | 129          | 36             | 3                  | 1         |

| Пол    | Укупно                    | Пољопривреда, лов и шумарство | Рибарство                            | Вађење руде и камена | Прерађивачка индустрија       |
| ------ | ------------------------- | ----------------------------- | ------------------------------------ | -------------------- | ----------------------------- |
| Мушки  | 74                        | 44                            | 0                                    | 1                    | 14                            |
| Женски | 49                        | 31                            | 0                                    | 0                    | 5                             |
| УКУПНО | 123                       | 75                            | 0                                    | 1                    | 19                            |
| Пол    | Производња и снабдевање   | Грађевинарство                | Трговина                             | Хотели и ресторани   | Саобраћај, складиштење и везе |
| Мушки  | 2                         | 5                             | 2                                    | 0                    | 2                             |
| Женски | 0                         | 1                             | 0                                    | 0                    | 0                             |
| УКУПНО | 2                         | 6                             | 2                                    | 0                    | 2                             |
| Пол    | Финансијско посредовање   | Некретнине                    | Државна управа и одбрана             | Образовање           | Здравствени и социјални рад   |
| Мушки  | 0                         | 0                             | 0                                    | 1                    | 1                             |
| Женски | 0                         | 0                             | 1                                    | 0                    | 3                             |
| УКУПНО | 0                         | 0                             | 1                                    | 1                    | 4                             |
| Пол    | Остале услужне активности | Приватна домаћинства          | Екстериторијалне организације и тела | Непознато            | Непознато                     |
| Мушки  | 0                         | 0                             | 0                                    | 2                    | 2                             |
| Женски | 0                         | 0                             | 0                                    | 8                    | 8                             |
| УКУПНО | 0                         | 0                             | 0                                    | 10                   | 10                            |